# Bahnhof Senftenberg
Der Bahnhof Senftenberg, niedersorbisch Dwórnišćo Zły Komorow, ist ein Eisenbahnknotenpunkt in Senftenberg. Der Bahnhof ist ein Durchgangsbahnhof an den Bahnstrecken Lübbenau–Kamenz und Großenhain–Cottbus sowie früher der Bahnstrecke Schipkau–Senftenberg. Die Bahnhofsanlage mit dem Abfertigungs- und Empfangsgebäude, dem Bahnsteigtunnel, dem Stellwerk B1, dem Wasserturm sowie dem Güterboden mit Prellbock und Kopframpe steht unter Denkmalschutz.

## Geschichte
Der Bahnhof wurde am 21. April 1870 im Zuge der Verbindung von Cottbus über Senftenberg und Großenhain nach Dresden eröffnet. Das erste Empfangsgebäude entstand in dieser Zeit. Im Jahr 1874 wurde die zweite Strecke Lübbenau–Kamenz durch die Berlin-Görlitzer Eisenbahn-Gesellschaft eröffnet. Sie baute hierfür ein zweites Bahnhofsgebäude. 1906 ging die Strecke nach Schipkau (damalige Schreibweise Zschipkau) in Betrieb, wo Anschluss nach Finsterwalde bestand.
Das jetzige Bahnhofsgebäude wurde in den Jahren 1914 und 1915 gebaut. Aus dieser Zeit stammen auch der Bahnsteigtunnel und der Güterschuppen. Durch die Erweiterungen für den Transport der Braunkohle aus den umliegenden Braunkohletagebaugebieten und der zweigleisigen Streckenführung wurde das Empfangsgebäude des Bahnhofs mehrfach umgebaut und erweitert, letztmals 1927 im Zusammenhang mit dem Hochlegen der Gleise. Im Jahr 1943 wurde ein Fahrdienstleiterstellwerk in Betrieb genommen.
Im November 1987 erreichte die Streckenelektrifizierung Senftenberg. In dieser Zeit gab es auch im Zusammenhang mit den Braunkohletagebauen eine größere Umgestaltung der Gleisanlagen. Die Strecke nach Lübbenau trennt sich seitdem erst in Sedlitz Ost (heute Bahnhofsteil des Bahnhofs Senftenberg) von der Strecke nach Cottbus. Seit 1990 werden alle von Senftenberg ausgehenden Strecken elektrisch betrieben. Das Empfangsgebäude des Bahnhofs und der davor liegende Busbahnhof wurden nach 1990 saniert und ausgebaut.
Danach wurde das Gebäude Stück für Stück seiner Dienstleistungsangebote beraubt. Fahrkartenausgabe und Bahnserviceangebote wurden geschlossen und durch Automaten ersetzt. Das letzte Geschäft, ein Friseur, wurde im April 2016 geschlossen.
Im Gebäude ist über den Eingang noch ein Wandbild angebracht, das die Stadt Senftenberg repräsentiert. Grundlage ist die Stadtansicht aus den 1970er Jahren.

## Verkehrsanbindung
| Linie                    | Strecke                                                                                       | Taktfrequenz                                                                | EVU              |
| ------------------------ | --------------------------------------------------------------------------------------------- | --------------------------------------------------------------------------- | ---------------- |
| RE 7                     | Senftenberg – Lübben – Königs Wusterhausen – Berlin Hauptbahnhof – Bad Belzig – Dessau        | Stundentakt                                                                 | DB Regio Nordost |
| RE 13                    | Cottbus – Senftenberg – Ruhland – Elsterwerda-Biehla – Elsterwerda (Linie verkehrt nur Mo–Fr) | Stundentakt (Cottbus–Senftenberg) Zweistundentakt (Senftenberg–Elsterwerda) | DB Regio Nordost |
| RE 18                    | Cottbus – Senftenberg – Ruhland – Großenhain Cottb Bf – Priestewitz – Coswig – Dresden        | Zweistundentakt                                                             | DB Regio Nordost |
| RB 49                    | Cottbus – Senftenberg – Ruhland – Elsterwerda-Biehla – Bad Liebenwerda – Falkenberg           | Zweistundentakt                                                             | DB Regio Nordost |
| Stand: 11. Dezember 2022 |                                                                                               |                                                                             |                  |